# Derrick Luckassen
Derrick Luckassen, né le 3 juillet 1995 à Amsterdam, est un footballeur néerlandais d'origine ghanéenne. Il évolue au poste de défenseur central au Paphos FC.

## Carrière

### En club
Derrick Luckassen débute en professionnel lors d'une victoire trois à un contre FC Dordrecht lors de la saison 2014-2015.

### En équipe nationale
Derrick Luckassen est sélectionné dans quasiment toutes les catégories de jeunes, des moins de 18 ans (nl) jusqu'aux espoirs. Il inscrit un but avec les espoirs néerlandais.

## Statistiques
| Saison                | Club                  | Championnat           | Championnat | Championnat | Coupe(s) nationale(s) | Coupe(s) nationale(s) | Supercoupe | Supercoupe | Compétition(s) continentale(s) | Compétition(s) continentale(s) | Compétition(s) continentale(s) | Total | Total |
| Saison                | Club                  | Division              | M.          | B.          | M.                    | B.                    | M.         | B.         | Comp.                          | M.                             | B.                             | M.    | B.    |
| 2014-2015             | AZ Alkmaar            | Eredivisie            | 13          | 1           | 1                     | 0                     | -          | -          | -                              | -                              | -                              | 14    | 1     |
| 2015-2016             | AZ Alkmaar            | Eredivisie            | 21          | 1           | 3                     | 0                     | -          | -          | C3                             | 7                              | 0                              | 31    | 1     |
| 2016-2017             | AZ Alkmaar            | Eredivisie            | 31+4        | 3+0         | 5                     | 1                     | -          | -          | C3                             | 12                             | 2                              | 52    | 6     |
| Sous-total            | Sous-total            | Sous-total            | 69          | 5           | 9                     | 1                     | -          | -          | -                              | 19                             | 2                              | 97    | 8     |
| 2017-2018             | PSV Eindhoven         | Eredivisie            | 19          | 0           | 2                     | 1                     | -          | -          | C3                             | 1                              | 0                              | 22    | 1     |
| 2019-2020             | PSV Eindhoven         | Eredivisie            | 0           | 0           | 0                     | 0                     | 1          | 0          | C1                             | 2                              | 0                              | 3     | 0     |
| Sous-total            | Sous-total            | Sous-total            | 19          | 0           | 2                     | 1                     | 1          | 0          | -                              | 3                              | 0                              | 25    | 1     |
| 2018-2019             | Hertha Berlin (prêt)  | Bundesliga            | 4           | 0           | 0                     | 0                     | -          | -          | -                              | -                              | -                              | 4     | 0     |
| Sous-total            | Sous-total            | Sous-total            | 4           | 0           | 0                     | 0                     | -          | -          | -                              | -                              | -                              | 4     | 0     |
| 2019-2020             | RSC Anderlecht (prêt) | Division 1A           | 18          | 0           | 3                     | 1                     | -          | -          | -                              | -                              | -                              | 21    | 1     |
| 2020-2021             | RSC Anderlecht (prêt) | Division 1A           | 8           | 0           | -                     | -                     | -          | -          | -                              | -                              | -                              | 8     | 0     |
| Sous-total            | Sous-total            | Sous-total            | 26          | 0           | 3                     | 1                     | -          | -          | -                              | -                              | -                              | 29    | 1     |
| Total sur la carrière | Total sur la carrière | Total sur la carrière | 118         | 5           | 14                    | 3                     | -          | -          | -                              | 22                             | 2                              | 154   | 10    |

## Palmarès
- PSV Eindhoven
  - Championnat des Pays-Bas en 2018